# Luisa Cervera (poeta)
Luisa Cervera (Requena, 1848 - València, 26 de febrer de 1924) fou una lliurepensadora i poeta valenciana.
Neix en el si d'una família probablement d'ideologia republicana. En un context social en el qual les dones amb prou feines eren conegudes en l'esfera pública, Luisa es va definir com a lliurepensadora i va ser col·laboradora habitual de la revista La Antorcha Valentina (1889-1896), vinculada a la lògia Puritana de València. Entre els objectius de l'esmentada publicació, es trobaven la defensa del lliure pensament, la modernització de la societat i la promoció d'un canvi en el sistema educatiu espanyol.
La Antorcha Valentina mantenia, a més, un clar compromís amb l'emancipació de les dones, la qual cosa va permetre a Luisa i a altres lliurepensadores denunciar en les seues pàgines la falta d'instrucció femenina i demandar per a elles una educació racional i laica, allunyada del control de la jerarquia eclesiàstica. Paral·lelament, Luisa Cervera participava com a oradora en les conferències del Círculo de Instrucción y Recreativo, on defensava els mestres racionalistes assetjats per les autoritats locals que seguien les ordres de l'Església catòlica.
Posicionada políticament a favor de sectors que defensaven la llibertat de cultes, la tolerància, la pau i la llibertat política, va ser coneguda també per col·laborar en el periòdic republicà El Pueblo i per ser una poeta notable. Majoritàriament, els seus poemes es caracteritzaven per exaltar les «lleis del Progrés» que la República hauria de portar, per denunciar la irracionalitat de la Guerra de Cuba o per glossar la figura i l'obra d'insignes lluitadors democràtics injustament perseguits.
La defensa de l'emancipació de les dones i les seues aficions artístiques la van fer compartir amistat amb la cèlebre escriptora Rosario d'Acuña. Ambdues van formar part de les primeres xarxes femenines i feministes que, sobretot en ciutats de l'arc mediterrani com Barcelona, València i Màlaga, van escriure en la premsa o van participar en actes republicans o lliurepensadors reivindicant la inclusió femenina en els beneficis de la ciutadania.
Amb motiu de la seua mort, el diari El Pueblo publicava una semblança de la seua vida, en què la definia com a «dama de preclara intel·ligència i d'altíssimes virtuts morals i cíviques, posades sempre desinteressadament al servei de la democràcia, de la llibertat i de tota causa noble i justa». El dia 27 de febrer de 1924 va ser soterrada a la ciutat de València, en un acte «purament civil».